# Jean et Paul
Ne doit pas être confondu avec Jean (apôtre) ou Paul de Tarse.
Jean et Paul sont des héros chrétiens, martyrisés à Rome pour avoir refusé d'adorer des idoles sous Julien, vers 362. En raison de la nature contradictoire des rares hagiographies qui leur sont dédiées au IVe siècle, plusieurs controverses surgissent dans les temps modernes, bien qu'ils restent le plus souvent considérés comme des proches de sainte Constance, fille de l'empereur Constantin. Ils sont secrètement mis à mort dans leur propre maison, sur le mont Cælius, par ordre de Julien. Leur sainteté est finalement rendue publique par la représentation de leurs prodiges sur leur tombeau et par la construction, en 398, de la basilique Santi Giovanni e Paolo sur le lieu de leur martyre. Ils sont fêtés le 26 juin.

## Vies et martyres
Selon la Tradition, Paul et Jean sont des frères bénéficiant d'un grand prestige au sein de la Rome antique. Cependant, malgré la certitude de leur historicité, leur identité reste incertaine. En effet, les trois textes écrits au IVe siècle et faisant référence aux deux frères donnent chacun une version différente. Tout d'abord, la Passio les présente respectivement comme le majordome et le primicier de sainte Constance, fille de l'empereur Constantin. Ensuite, un texte suggère qu'ils auraient été des soldats vainqueurs des Scythes et, enfin, une troisième hagiographie les considère comme des diacres qui auraient donné aux pauvres leurs biens reçus de Constance.
Selon la Tradition, l'empereur Julien, déterminé à rétablir le culte païen, essaie de les persuader de renoncer à leur foi chrétienne, par peur que leur renommée serve le christianisme. Devant leur refus, il leur impose de vénérer une statue de Jupiter, mais ceux-ci persistent dans leur foi. Ils sont ainsi décapités et enterrés secrètement dans le sous-sol de leur maison, située sur le mont Cælius.
Leur martyre aurait alors conduit à la conversion de Terentianus, le juge qui les a condamnés à mort.

## Reconnaissance posthume

### Culte
Les corps des saints sont découverts plus tard par Byzante et son fils, le sénateur Pammaque, nommé par l'empereur Jovien. En 398, Pammaque érige la basilique Santi Giovanni e Paolo sur le site de leur maison, sur le mont Cælius, où ils ont été enterrés.
Dès lors, Jean et Paul sont honorés comme saints et leurs noms sont inclus dans le Missel romain. 
Ils sont célébrés le 26 juin.
Les deux saints sont particulièrement vénérés dans les pays germanophones, où ils sont invoqués contre les tempêtes et les conditions météorologiques défavorables.

### Postérité

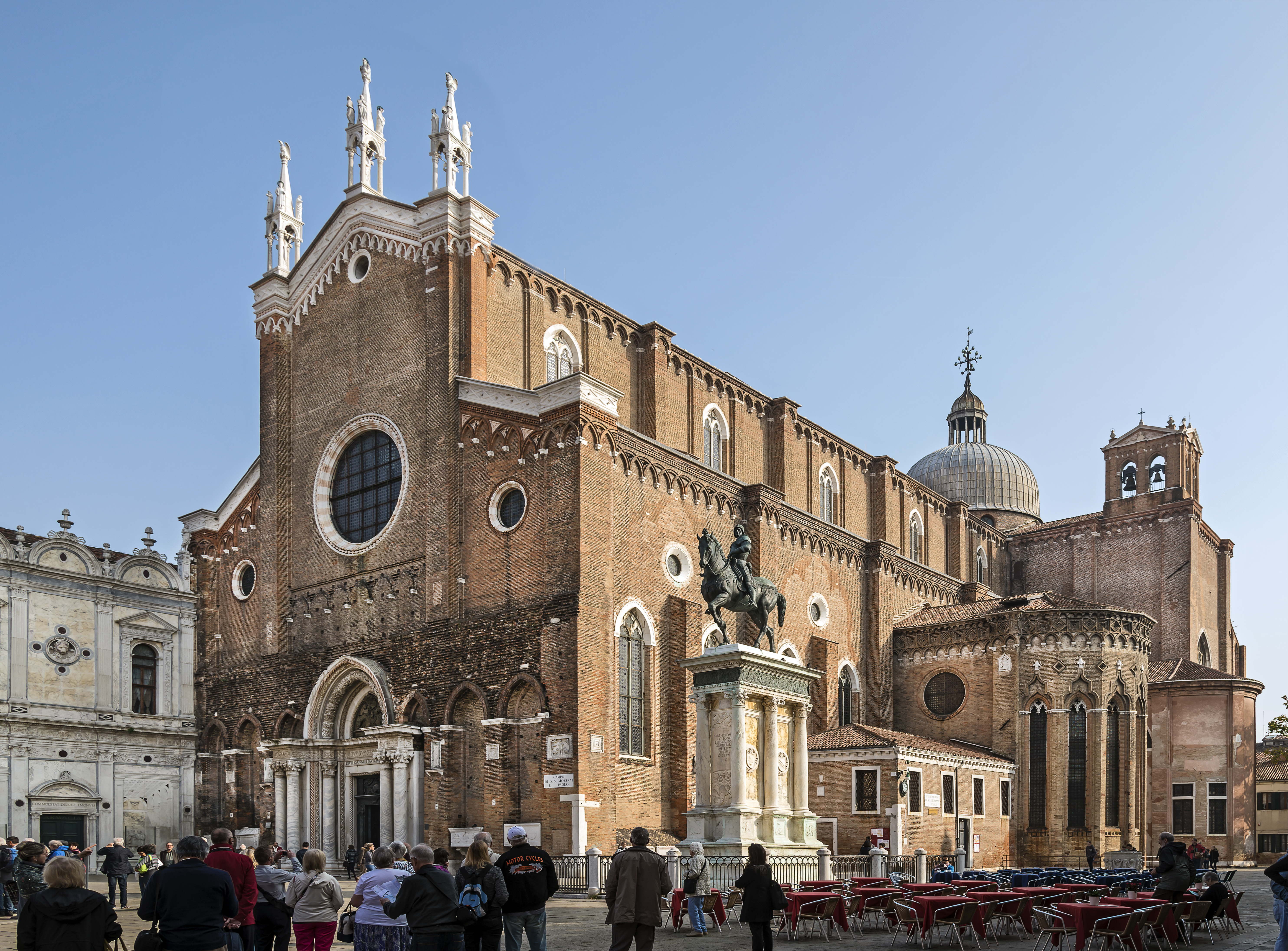
La basilique San Zanipolo à Venise.

La basilique de San Zanipolo, construite entre le XIIIe siècle et le XIVe siècle, leur est également dédiée, ainsi qu'un petit village de la région italienne de Campanie, qui est nommé Saints-Jean-et-Paul en l'honneur des deux martyrs. 
Une légende les lie parfois à sainte Bibiane, bien que cette affirmation n'ait aucun fondement historique.

## Sources
- (it) Cet article est partiellement ou en totalité issu de l’article de Wikipédia en italien intitulé « Giovanni e Paolo » (voir la liste des auteurs).

- (en) Cet article est partiellement ou en totalité issu de l’article de Wikipédia en anglais intitulé « John and Paul » (voir la liste des auteurs).